# ジョニー・アップルシード

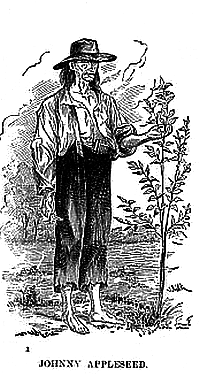
Image from Howe's Historical Collection

ジョニー・アップルシード（Johnny Appleseed、1774年9月26日 - 1845年3月18日。本名: ジョン・チャップマン〈John Chapman〉）は、アメリカ合衆国初期の開拓者の1人で、実在した人物である。西部開拓期の人として、小説等の題材に取り上げられ、伝説で語り継がれている。
マサチューセッツ州レミンスターに生まれた彼は、成人するとリンゴの種を携えて西部の開拓地一帯（当時の西部なので、現在のアメリカ東部から中西部に当たる）を回り、エマヌエル・スヴェーデンボリの著書を手に新エルサレム教会の教えを説きながら、オハイオ州、インディアナ州にリンゴの種を植えて回ったという。
ヘンリー・ハウの著作物には、以下のようなエピソードが記されている。
- コーヒー豆用の麻袋を外套として着用していた。
- 壊れた鉄製の粥鍋を帽子代わりにしていた。
- 裸足で町を歩き巡った。

彼は質素で親しみやすい人柄と行為によって多くの人に慕われた。
1948年に公開されたディズニー製作のオムニバス・アニメ映画『メロディ・タイム』の1編に「リンゴ作りのジョニー (The old settler Johnny Appleseed and Johnny's angel)」があり、ジョニー・アップルシードを主題としている。この映画ではスヴェーデンボリの著書ではなく、単に聖書としている。また、「ジョニー・アップルシードの伝説」が広まるにつれ、ジョニーの歩いたエリアはペンシルベニア州、オハイオ州、インディアナ州、イリノイ州、ケンタッキー州と拡がっていった。
アメリカ合衆国では、ジョニー・アップルシードの忌日として広まった3月18日、誕生日の9月26日は「ジョニー・アップルシードの日」として記念日となっている。
Appleでは、WWDC等の発表会で人物名のサンプルとしてよく彼の名前をもじった “John Appleseed” という名前を使っている。

## ギャラリー

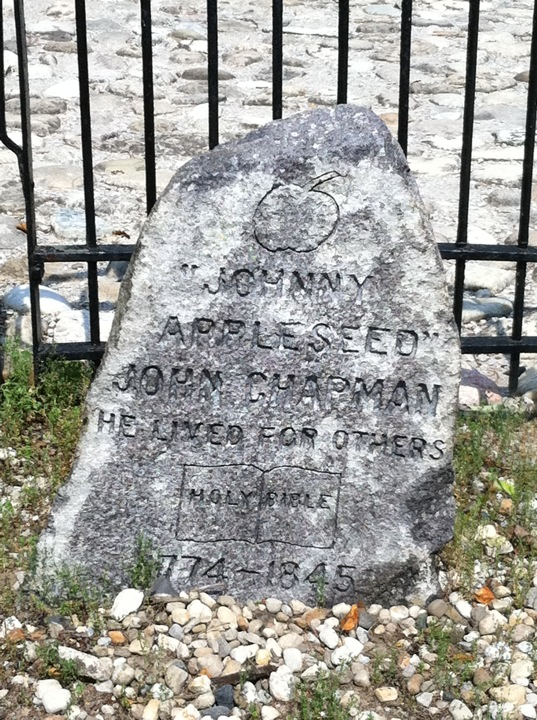
インディアナ州フォートウェインのジョニー・アップルシード公園（英語版）にあるアップルシードの墓石
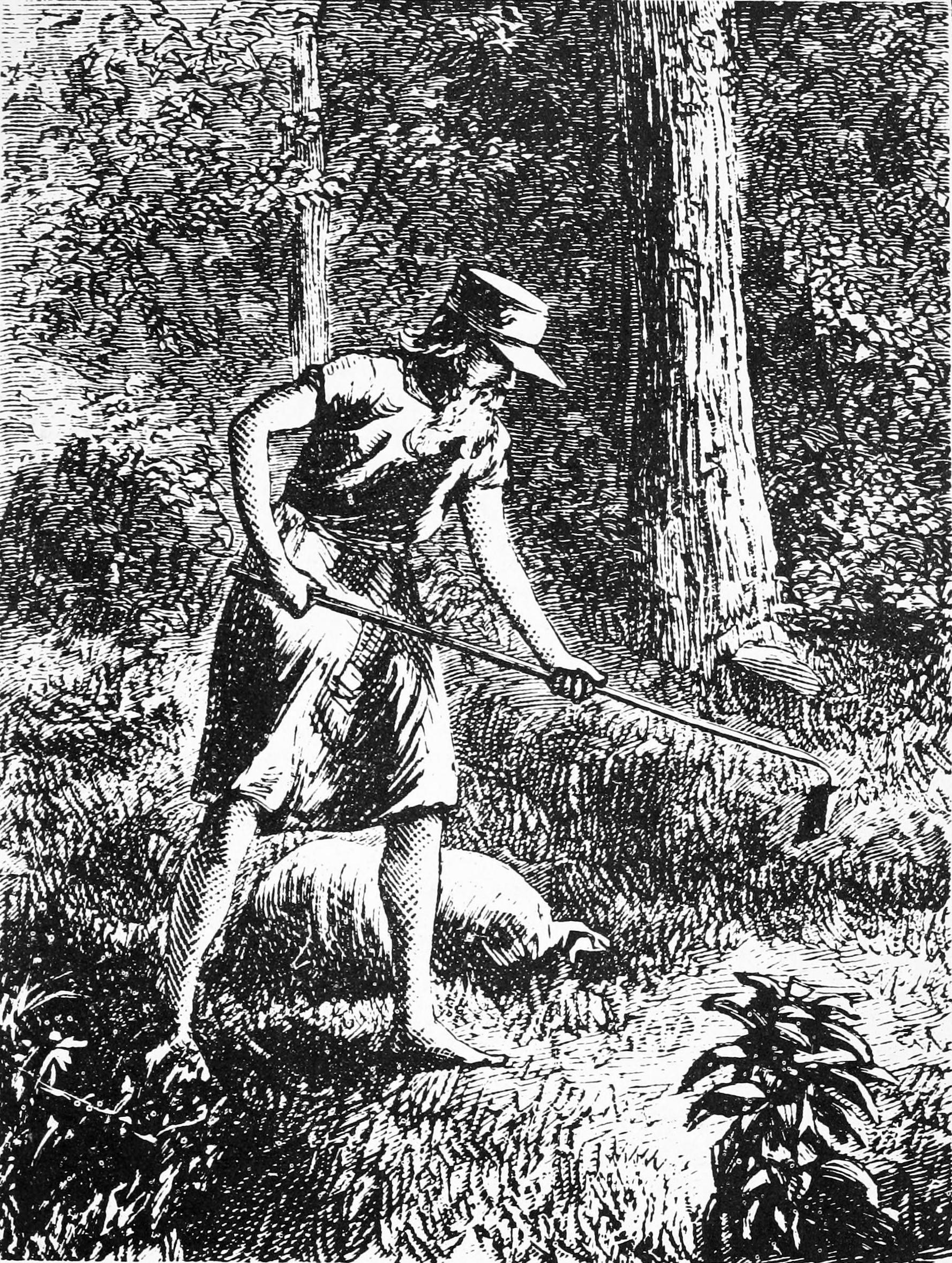
1871年発行の『ハーパーズ・ニュー・マンスリー・マガジン』誌掲載のジョニー・アップルシード